# Даллас
Да́ллас (англ. Dallas, [ˈdæləs]) — город в США, расположенный в северо-восточной части штата Техас на реке Тринити. Административный центр округа Даллас. Вместе с Форт-Уэртом и другими городами агломерации (Арлингтон, Данканвилл, Гарленд, Дентон, Ирвинг, Мескит и Плейно) Даллас составляет конурбацию «Даллас — Форт-Уэрт». Даллас является третьим (с учётом пригородов — первым) по численности городом Техаса и 9-м по США (1 304 379 человек по оценке на 1 июля 2020 года); сама конурбация «Даллас — Форт-Уэрт» является 4-й по численности среди агломераций США (более 7,5 млн чел.).

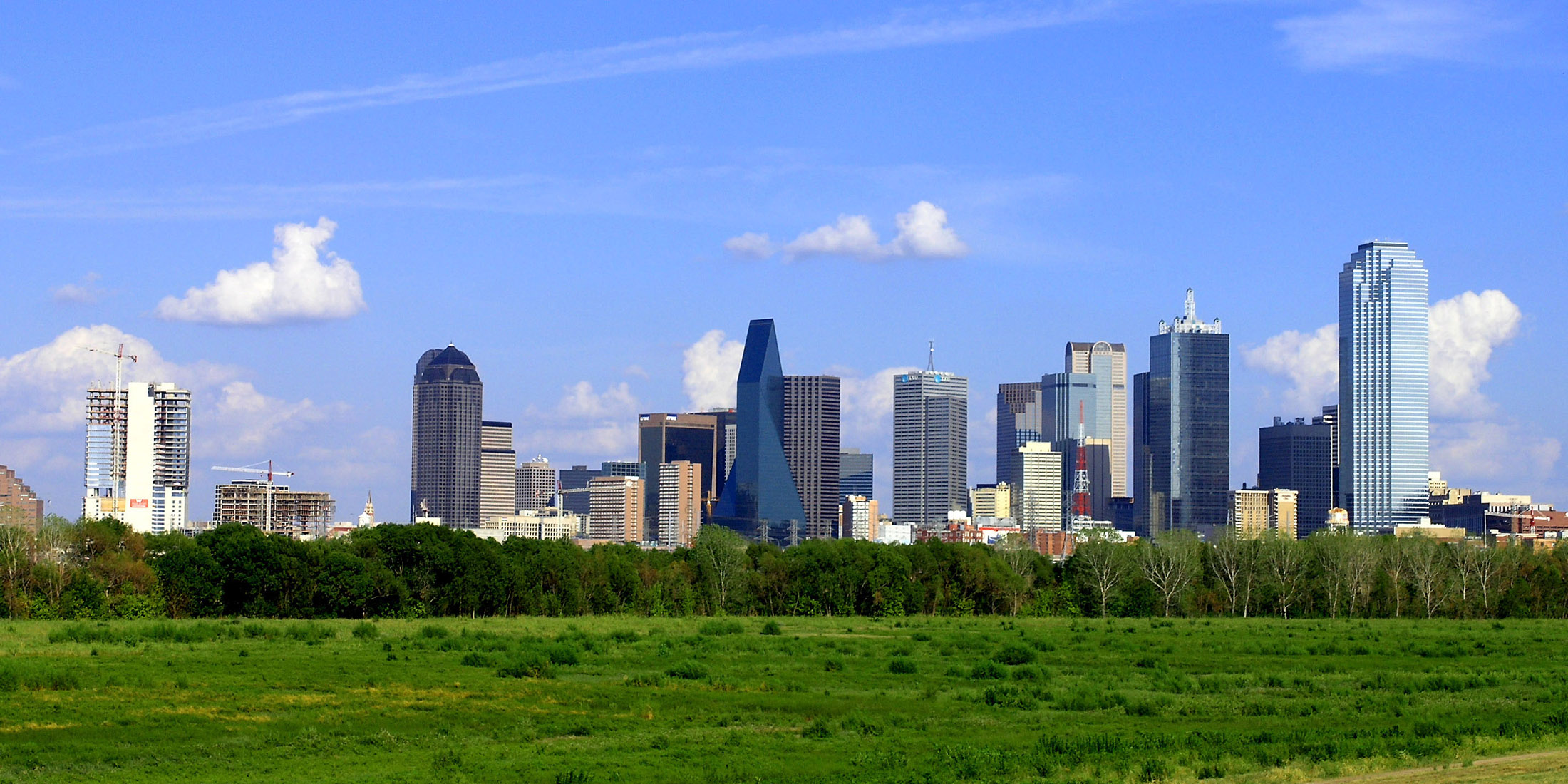
Вид на Даллас. Крайний небоскрёб справа — Bank of America Plaza — самое высокое здание города, третье по высоте в штате и 27-е по высоте в США (по состоянию на 2015 год)

## История
Даллас был основан в 1841 году торговцем по имени Джон Нили Брайан спустя два года после исследования территории в 1839 году. Округ Даллас был образован в 1846 году и назван в честь Джорджа Далласа, одиннадцатого вице-президента Соединенных Штатов. Однако точное происхождение названия города до сих пор неизвестно. Жители называли город так по крайней мере уже в 1843 году, так что на данный момент существуют четыре основные теории происхождения названия:
- Назван в честь Джорджа Далласа;
- Назван в честь его отца, Александра Далласа, командующего эскадрой кораблей в Мексиканском заливе и министра финансов США во время войны 1812 года;
- Название выбрано в конкурсе в 1842 году;
- Назван в честь сына Джорджа Далласа, который позже заявил, что отец назвал город «в честь моего друга Далласа» (личность этого Далласа не установлена).

Статус городского поселения был присвоен Далласу в 1856 году, а в 1871 году он стал городом.
В 1855 году группа европейских художников и музыкантов основала к западу от Далласа утопическую коммуну под названием Ла Реюньон. Когда коммуна прекратила своё существование, большинство людей переехало в Даллас, где основали арт-квартал, который существует и поныне в районе Дип Эллум близ центра. В современном Далласе ощущаются сильные театральные традиции, это относится как к классическому, так и к экспериментальному репертуару. Также в Далласе существует активная музыкальная сцена и разнообразные концерты — частое явление во всех частях города.
В 1871 году к Далласу приближалось строительство железной дороги, и городские власти не хотели, чтобы дорога прошла стороной, как планировалось изначально. Они заплатили компании «Железные дороги Хьюстона и Центрального Техаса» 5000 долларов с целью сместить дорогу на 32 км к западу. Таким образом, дорога прошла через Даллас, а не через Корсикану, как было предусмотрено в изначальной схеме. Год спустя муниципалитету не удалось убедить компанию «Union Pacific Railroald» строить дорогу через Даллас, поэтому в срочном порядке к закону штата было принято дополнение, разрешающее строить дорогу лишь вблизи Браудерских источников, которые находились чуть южнее главной улицы Далласа. Крупные железнодорожные маршруты пересеклись в Далласе в 1873 году, гарантируя городу будущее коммерческого центра.
Вскоре он действительно стал центром торговли хлопком, зерном и бизонами. С началом XX века Даллас превратился из сельскохозяйственного центра в центр сосредоточения банков, страховых компаний и иных бизнес-структур.
В 1930 году в 160 км к востоку от Далласа была обнаружена нефть и город быстро превратился в центр нефтяной индустрии Техаса и Оклахомы. В 1958 году в Далласе сотрудником компании «Texas Instruments» Джеком Килби была изобретена микросхема. Когда к 80-м годам нефтяная индустрия в основном переместилась в Хьюстон, Даллас перепрофилировался на расцветающий технологический бум (вызванный растущей информационной и телекоммуникационной индустриями), оставаясь при этом центром банковской системы и бизнеса. В 1990-х Даллас стал известен как техасская Кремниевая долина, или же Кремниевая прерия.
22 ноября 1963 года в Далласе был убит президент США Джон Кеннеди.
В 1980 году в Далласе прошла 53-я сессия Генеральной Конференции Церкви христиан-адвентистов седьмого дня.

## География
Согласно бюро переписи США, общая площадь города — 1000,26 км². 882,93 км² — земля, и 117,33 км² — вода (13,29 % от общей площади города).
Даллас и прилегающие территории в основном можно охарактеризовать как равнину, расположенную от 140 до 170 метров над уровнем моря. Редкие возвышенности достигают 350 метров в высоту.
Тринити — крупная техасская река, проходящая через центр Далласа на пути в Хьюстон. С обеих сторон реки — 15-метровые набережные, защищающие город от наводнения. Реку пересекают несколько мостов. Ряд организаций и частных лиц (таких как Бело и Росс Перо) в последние годы осуществляет мультимиллионный проект строительства крупного моста над рекой и превращения прибрежной части центра города в парковую зону, соседствующую с зонами торговли и бизнеса, по примеру «Речной аллеи» (Riwerwalk) в Сан-Антонио и района Таунлейк в Остине. По замыслу заинтересованных лиц, этот проект привнесёт больше активности в центр Далласа, а также в более бедные южные районы города. Первым на официальном уровне проект предложил Рон Кирк, первый афроамериканский мэр, известный, в частности, за возведенный в центре Далласа новый Центр Американских Авиалиний. После неудачной попытки стать сенатором Рон Кирк ушёл с поста мэра и его преемницей стала Лора Миллер, хозяйственник-реформатор. Миллер сосредоточила своё внимание на строительстве новых дорог и иной инфраструктуре, по мнению большинства, гораздо более актуальной, нежели дорогостоящие специальные проекты.
Восточнее центра города находится озеро Уайт-Рок-Лейк — водная достопримечательность Далласа. Озеро и прилегающий к нему парк — популярное место среди гребцов, велосипедистов, скейтбордистов и прочих отдыхающих. На берегу озера также находится 66-акровый (270 тыс. м²) далласский дендрарий и ботанический сад.
Восточнее, возле пригорода Роулетт, находится крупное водохранилище Лейк Рэй Хаббард (ранее называвшееся Восточным озером Далласа или озером Форни), образованное в результате строительства плотины Рокволл-Форни на реке Тринити.
Даллас находится на территории региона Аллея торнадо, который расположен в центральной части США, на землях прерий Среднего Запада и Юга. Весной холодный фронт, движущийся из Канады, сталкивается с тёплыми влажными воздушными массами, идущими со стороны Мексиканского залива. Когда эти фронты встречаются над Далласом, возникает сильный шторм с захватывающим шоу из молний, ливней, града и зачастую торнадо.

### Климат
Климат Далласа можно охарактеризовать как субтропический влажный (по классификации Кёппена — Cfa).
Зимой погода может меняться очень сильно, в зависимости от ветра — даже в декабре и январе может быть жара выше +30 °C или довольно сильные морозы, составляющие −15 °C, а изредка — и более, когда приходят холодные воздушные массы, что зачастую и приводит к падению температуры ниже нулевой отметки. Снег идёт каждую зиму в течение одного-двух дней, холодные воздушные массы с севера и тёплые влажные с юга приводят к кратковременным замерзающим осадкам, делающим дороги крайне опасными для вождения, хотя в среднем зима — мягкая по сравнению с остальными частями Техаса и другими штатами. Иногда далласские зимы называют затянувшимся бабьим летом.
Лето исключительно жаркое и душное: жара выше +40 °C — явление нередкое, а средняя температура августа составляет +30 °C, что в совокупности с чрезвычайно высокой душностью делает Даллас одним из наиболее жарких городов мира по эффективной температуре.
В Далласе выпадает 954 мм осадков в год, основной пик приходится на май-июнь и октябрь.
Солнечное сияние составляет 2849,7 часа в год (64 % от максимума).
| Показатель                    | Янв.  | Фев.  | Март  | Апр. | Май  | Июнь | Июль | Авг. | Сен. | Окт. | Нояб. | Дек.  | Год   |
| ----------------------------- | ----- | ----- | ----- | ---- | ---- | ---- | ---- | ---- | ---- | ---- | ----- | ----- | ----- |
| Абсолютный максимум, °C       | 33,9  | 35,6  | 37,8  | 38,3 | 41,7 | 45,0 | 43,3 | 44,4 | 43,9 | 41,1 | 31,7  | 32,2  | 45,0  |
| Средний суточный максимум, °C | 13,8  | 16,0  | 20,4  | 24,8 | 29,0 | 33,1 | 35,6 | 35,8 | 31,5 | 25,8 | 19,5  | 14,2  | 25,0  |
| Средняя температура, °C       | 8,3   | 10,6  | 14,8  | 19,2 | 23,8 | 27,9 | 30,2 | 30,3 | 26,1 | 20,2 | 14,1  | 8,9   | 19,5  |
| Средний суточный минимум, °C  | 2,9   | 5,1   | 9,2   | 13,4 | 18,6 | 22,7 | 24,8 | 24,9 | 20,6 | 14,6 | 8,7   | 3,6   | 14,1  |
| Абсолютный минимум, °C        | −18,9 | −22,2 | −12,2 | −1,7 | 1,1  | 8,9  | 13,3 | 12,8 | 4,4  | −4,4 | −7,2  | −18,3 | −22,2 |
| Норма осадков, мм             | 52    | 66    | 89    | 78   | 125  | 104  | 56   | 48   | 72   | 122  | 73    | 70    | 955   |
| Источник: Погода и климат     |       |       |       |      |      |      |      |      |      |      |       |       |       |

## Население
По статистическим данным, население Далласа на 1.07.2018 года составляло 1 345 047 человек, что на 12,29 % больше в сравнении с последней переписью населения. Плотность населения — 1523,39/км².
По данным переписи 2010 года, в Далласе насчитывалось 1 197 816 человек, 458 057 персональных домовладений, и 265 538 семей. Общее число домов — 516 639 со средней плотностью 545,7/км².
Расовая составляющая города такова:
- 50,7 % белые,
- 25 % афроамериканцы,
- 0,7 % коренные американцы,
- 2,9 % американцы азиатского происхождения,
- менее 0,1 % потомки жителей островов Океании,
- 18,1 % иные расы,
- 2,6 % смешанные расы.

Число испаноязычных жителей любых рас составило 42,4 %. В некоторых районах Далласа латинос вытеснили афроамериканцев в качестве крупнейшего национального меньшинства.
В Далласе 458 057 частных домовладений, в 33,7 % из них живут дети до 18 лет, в 36,1 % — полные семьи (муж с женой, 17,7 % с детьми), в 16 % — одинокие женщины, 42 % из них принадлежат не семьям. В 33,9 % домовладений проживает один человек, в 6,9 % проживают одинокие люди в возрасте 65 лет и старше. В среднем в доме проживают 2,57 человека, средний размер семьи — 3,42.
В городе 29 % населения в возрасте до 20 лет, 33,7 % — от 20 до 40, 28,2 % — от 40 до 65 и 8,9 % — в возрасте 65 лет и старше. Средний возраст — 31,8 года.
Согласно данным опросов пяти лет с 2012 по 2016 годы, медианный доход домохозяйства в Далласе составляет 45 215 $, медианный доход семьи — 48 566 $. Средний доход на душу населения составляет 29 752 $. Доходы 22,9 % всего населения и 19,4 % семей находятся ниже официального уровня бедности, в том числе 35,6 % — в возрасте до 18 лет и 14,5 % — старше 65 лет.
Уровень преступности в Далласе находился на первом месте среди крупнейших городов Америки с 1998 по 2003 гг. В то время, как большинство частей города, в основном, безопасно, некоторые районы следует избегать с наступлением темноты. К таким относятся некоторые части Южного Далласа и места концентрации старых жилых строений (таковыми считаются дома старше 10 лет).

## Экономика
| Крупнейшие компании, базирующиеся в Далласе по версии Fortune 500 на 2022 год. |                          |     |
| Техас                                                                          | Компания                 | США |
| 3                                                                              | AT&T                     | 13  |
| 7                                                                              | Energy Transfer Partners | 54  |
| 18                                                                             | CBRE Group               | 126 |
| 22                                                                             | Builders FirstSource     | 176 |
| 23                                                                             | Tenet Healthcare         | 181 |
| 27                                                                             | HF Sinclair              | 197 |
| 28                                                                             | Texas Instruments        | 198 |
| 33                                                                             | Southwest Airlines       | 234 |
| 38                                                                             | Jacobs Engineering Group | 262 |
| 52                                                                             | EnLink Midstream         | 485 |

Мегаполис Даллас—Форт-Уэрт часто называют Техасской Кремниевой долиной. Более 40 тысяч человек задействованы в работе телекоммуникационных гигантов, таких как Southwestern Bell, AT&T, Alcatel, Ericsson, Fujitsu, MCI, Nortel Networks, Sprint и других. Центральная часть Далласа опутана более чем 160 км оптического кабеля.
Согласно исследованиям, в Далласе более 80 тысяч компаний, возглавляемых женщинами.
Несмотря на то, что телекоммуникационная индустрия была серьёзно задета рецессией в экономике США в начале 2000-х годов, компании Далласа пострадали меньше, чем компании других регионов.

## Транспорт

### Аэропорты
Даллас обслуживается двумя крупными коммерческими аэропортами: Международным аэропортом Даллас/Форт-Уэрт (известным как DFW International) и региональным Лав-Филд. Помимо этого, самолёты гражданской авиации обслуживает Аэропорт Даллас Экзекьютив (Dallas Executive Airport), расположенный в городской черте, а также аэропорт Эддисона (Addison Airport), находящийся в Эдисоне, одном из северных пригородов Далласа. Ещё два аэропорта расположены в Мак-Кинни (северном пригороде) и другие два находятся в западной части метроплекса — Форт-Уэрте.
Международный Аэропорт Даллас/Форт-Уэрт находится в географическом центре метроплекса, между даунтаунами Далласа и Форт-Уэрта. Это крупнейший аэропорт в штате, второй по величине в США, третий по величине в мире. По меркам пассажиропотока и грузопотока это четвёртый аэропорт в стране, шестой в мире. Также это домашний аэропорт Американских авиалиний (American Airlines), крупнейшей в мире авиакомпании.
Аэропорт Даллас Лав Филд находится в городской черте, в нескольких милях к северу от даунтауна, и является домашним аэропортом авиакомпании Southwest Airlines. Согласно поправке Райта и поправке Шелби к регуляциям гражданской авиации, этому аэропорту нельзя заниматься операциями с крупными авиалайнерами, совершающими рейс за пределы или из-за пределов блока штатов Техас, Луизиана, Арканзас, Оклахома, Нью-Мексико, Канзас, Миссисипи и Алабама. По этой причине Southwest Airlines и Continental Express — две крупнейший локальные авиакомпании, работающие в этом аэропорту. Попытки ослабить вышеобозначенные поправки или смягчить их пока не привели к заметным результатам.

### Поезда и автобусы

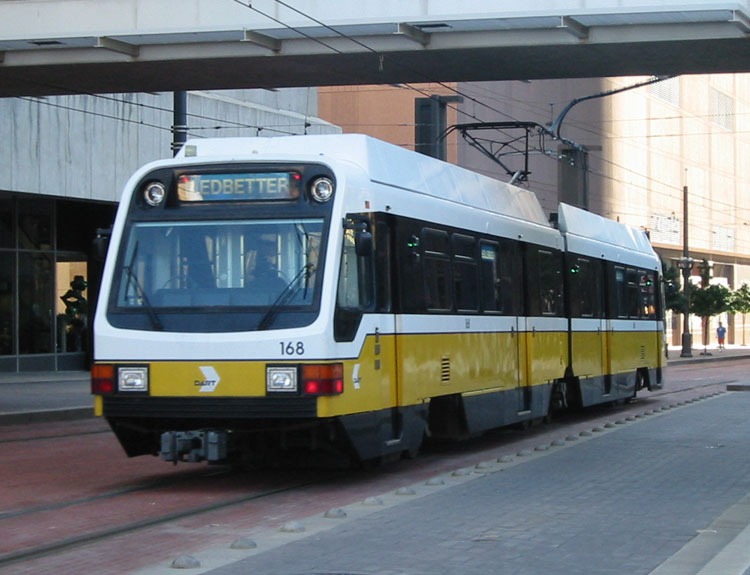
Скоростной трамвай в Далласе

ДАРТ (DART — Dallas Area Rapid Transit — Транспорт быстрого сообщения Далласа) — транспортная компания, курирующая автобусные и железнодорожные маршруты, выделенные полосы движения для автомашин с несколькими пассажирами. ДАРТ — первая в штате и на всём юго-востоке США компания, запустившая линию скоростного трамвая в 1996 году и с тех пор постоянно расширяющая транспортные ёмкости и протяженность.
В настоящий момент в городе функционируют две линии трамвая. Красная ветка идёт с юга Далласа через центр в сторону северных пригородов Ричардсон и Плейно. Синяя ветка идёт из южного Далласа через центр в сторону пригорода Гарленд. Ветки идут параллельно на протяжении нескольких миль. В зоне пересечения находится станция Ситиплейс (Cityplace Station), единственная на юго-западе США подземная трамвайная станция.
К концу десятилетия планируется ввести в действие ещё две линии скоростного трамвая, оранжевую и фиолетовую, доведя общую протяженность метро минимум до 93 миль. Новые направления соединят юго-восток Далласа с отдалённым северным пригородом Кэрролтон, а также северный Даллас с городом Ирвинг и крупнейшими городскими аэропортами Даллас/Форт-Уэрт. Жёлтая линия пойдет навстречу будущей системе легкого метро Дентон.
В более отдалённой перспективе намечается расширение транспортной сети в городе до 250 миль, расширение линий легкорельсового транспорта до 150 миль, строительство системы подземного метро в центре города, а также открытие автобусной линии в Форт-Уэрте. Меньшая по размерам транспортная система Форт-Уэрта соединена с далласской в нескольких пересадочных точках.
Далласский скоростной трамвай был единственной системой современного скоростного городского рельсового транспорта в Техасе вплоть до 2004 года, когда в Хьюстоне открылась линия метро протяженностью в 10 миль.
Появление и развитие сети легкорельсового транспорта взвинтило цены на недвижимость в окружающих районах и спровоцировало строительство частного жилья, особенно это касается районов, прилегающих к центру города.
Несмотря на растущую популярность общественного транспорта, подавляющее большинство жителей городской агломерации имеет собственные автомобили.

### Крупнейшие магистрали
По территории Далласа проходят 6 федеральных трасс и около 20 шоссе, два из которых являются платными.

## Жители Далласа
Далласцы считают себя более утонченными людьми, чем жители других частей Техаса, особенно это касается Форт-Уэрта. По причине недавнего экономического бума в Далласе сюда переехали многие люди из других штатов и других стран. Также далласцы тепло относятся к своим спортивным командам, в особенности, к «Далласским ковбоям» (Dallas Cowboys). Ковбои любимы местными жителями даже несмотря на череду неудач, неприятные проигрыши, не помеха даже, если другая команда обгоняет Ковбоев в турнирном первенстве. Календари с изображениями звезд спорта, а также иная атрибутика настолько популярна, что ей посвящаются многочисленные магазины. Люди любят проводить время в спорт-барах, где можно посмотреть игру любимой команды с несколькими десятками единомышленников.
Заметный минус — уровень преступности. В 2010 году уровень преступлений против личности на душу населения в Далласе был на 73,7 % выше, чем в среднем в США, и на 55,7 % выше, чем в среднем в штате Техас; уровень преступлений против собственности был на 66,8 % выше, чем в среднем по стране, и на 29,7 % выше, чем в среднем по штату.
В мировом масштабе считается, что Даллас похож на своего крупного южного соседа — Хьюстон. Оба города являются явными экономическими центрами Техаса и поддерживают дружеский паритет. Тем не менее их различают некоторые черты. К примеру, основная часть населения Хьюстона живёт в черте города, в то время как в Далласе основная часть населения живёт в многочисленных пригородах.

### Русскоязычный Даллас
Русскоязычное общество Большого Далласа (Dallas — Fort-Worth) составляет, по некоторым оценкам, порядка 70 тысяч человек, в основном эмигранты из республик бывшего СССР. В городе функционируют русскоязычные школы, магазины, православные храмы и русскоязычные протестантские церкви. Из православных храмов в районе Далласа известны Saint Seraphim (Orthodox) Cathedral,  Храм Святого Николая. Выходит русская газета «The Dallas Telegraph», основанная журналистом и писателем Сергеем Тараненко. Проводятся регулярные культурные мероприятия для русскоязычной общины, спектакли, выставки.

## Еда
Жители Далласа едят в ресторанах в среднем 4 раза в неделю, занимая третье место в стране по этому показателю. На каждого жителя Далласа приходится вдвое больше ресторанов, чем на каждого жителя Нью-Йорка. Среди особенностей северо-техасской кухни: «smoked barbecue», «стейк» «Tex-Mex». В декабре 2015 российская телевизионная компания снимает в Далласе 8 эпизодов для программы Битва ресторанов.

## Спорт
| Клуб            | Лига                    | Стадион                   | Основан | Победы                 |
| --------------- | ----------------------- | ------------------------- | ------- | ---------------------- |
| Даллас Старз    | NHL Хоккей              | «Американ Эйрлайнс Центр» | 1967    | 1                      |
| Даллас          | MLS Футбол              | «Тойота Стэдиум»          | 1996    | -                      |
| Даллас Маверикс | NBA Баскетбол           | «Американ Эйрлайнс Центр» | 1980    | 1                      |
| Даллас Ковбойз  | NFL Американский футбол | «Ковбойз Стэдиум»         | 1960    | 5 (НФЛ), 5 (Супербоул) |

## Города-побратимы
- Брно, Чехия
- Дижон, Франция
- Монтеррей, Мексика
- Рига, Латвия
- Тайбэй, Тайвань
- Сумгаит, Азербайджан
- Харьков, Украина[12]
- Саратов, Россия

Города-партнёры:
- Сэндай, Япония
- Тяньцзинь, КНР
- Циндао, КНР
- Далянь, КНР
- Нанкин, КНР